# 45
El año 45 (XLV) fue un año común comenzado en viernes del calendario juliano, en vigor en aquella fecha. 
En el Imperio romano, era conocido como el Año del consulado de Vinicio y Tauro (o menos frecuentemente, año 798 Ab urbe condita). La denominación 45 para este año ha sido usado desde principios del período medieval, cuando el Anno Domini se convirtió en el método prevalente en Europa para nombrar a los años.

## Acontecimientos
- Galba: se hace con el control de la tercera legión.
- El emperador romano Claudio expulsa los judíos de Roma.
- Termina el Período Aldeano y comienza el Periodo Urbano en Tiahuanaco.

## Nacimientos
- Plutarco: historiador greco-romano.
- Estacio: poeta latino.
- Lucio Julio Urso Serviano: político y militar romano.

## Fallecimientos
- Claudia Julia: nieta del emperador Claudio y Mesalina.